# Chiến tranh thành Troia
Chiến tranh thành Troia (còn được nhắc đến bằng các tên gọi như cuộc chiến thành Tơ-roa, chiến tranh Tơroa trong một số tài liệu) là một cuộc chiến quan trọng trong thần thoại Hy Lạp và được nhắc đến trong hai trường thi của Homer: Iliad và Odyssey. Cuộc chiến xảy ra khoảng 1184 TCN tại thành Troia.

## Nguyên nhân
Chuyện bắt đầu bằng tiệc cưới của vua Hy Lạp Peleus và nữ thần biển Thetis. Tất cả các thần được mời tới dự tiệc, trừ ra Eris (Nữ thần Bất hòa, Xung đột, Lừa dối, Già nua, Buồn phiền), một nữ thần có tính nóng nảy, thường gây ra những tranh cãi giữa các thần. Tức giận, Eris bèn thả một quả táo vàng giữa bàn tiệc, có khắc chữ: "Cho người đẹp nhất!". Ba nữ thần Athena, Aphrodite và Hera tranh nhau quả táo. Zeus không thể phân xử được quả táo dành cho ai nên Thần đã trao lại trọng trách này cho Paris, chàng trai đẹp nhất châu Á và là hoàng tử thứ hai của thành Troia. Cả ba nữ thần đều hứa hẹn ban cho Paris những đặc ân nhưng cuối cùng Paris đã chọn Aphrodite, vì Aphrodite hứa sẽ ban cho chàng người phụ nữ đẹp nhất thế gian. 
Một thời gian sau đó, Paris tới viếng thành Sparta, được vua Sparta là Menelaus trọng đãi, và đã gặp Helen, vợ của Menelaus, một người quả có sắc đẹp tuyệt vời. Được nữ thần Aphrodite giúp đỡ, Paris đã chiếm được trái tim của Helen, và khi Paris rời Sparta, Helen đã bỏ Menelaus trốn theo Paris. Menelaus vô cùng tức giận, bèn tìm cách trả thù Paris, gây ra cuộc chiến thành Troia.

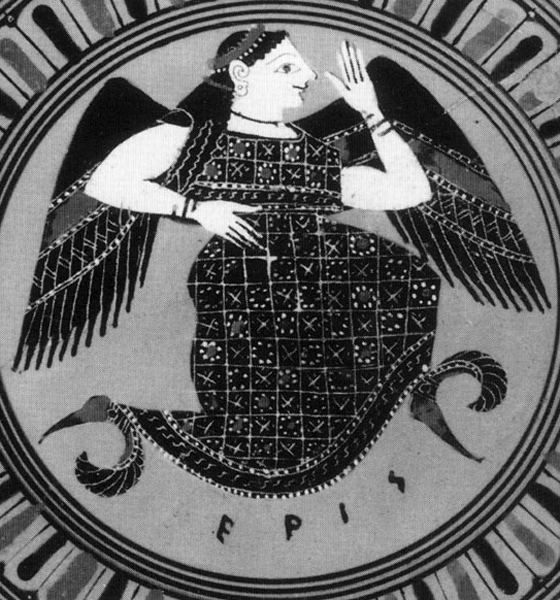
Eris
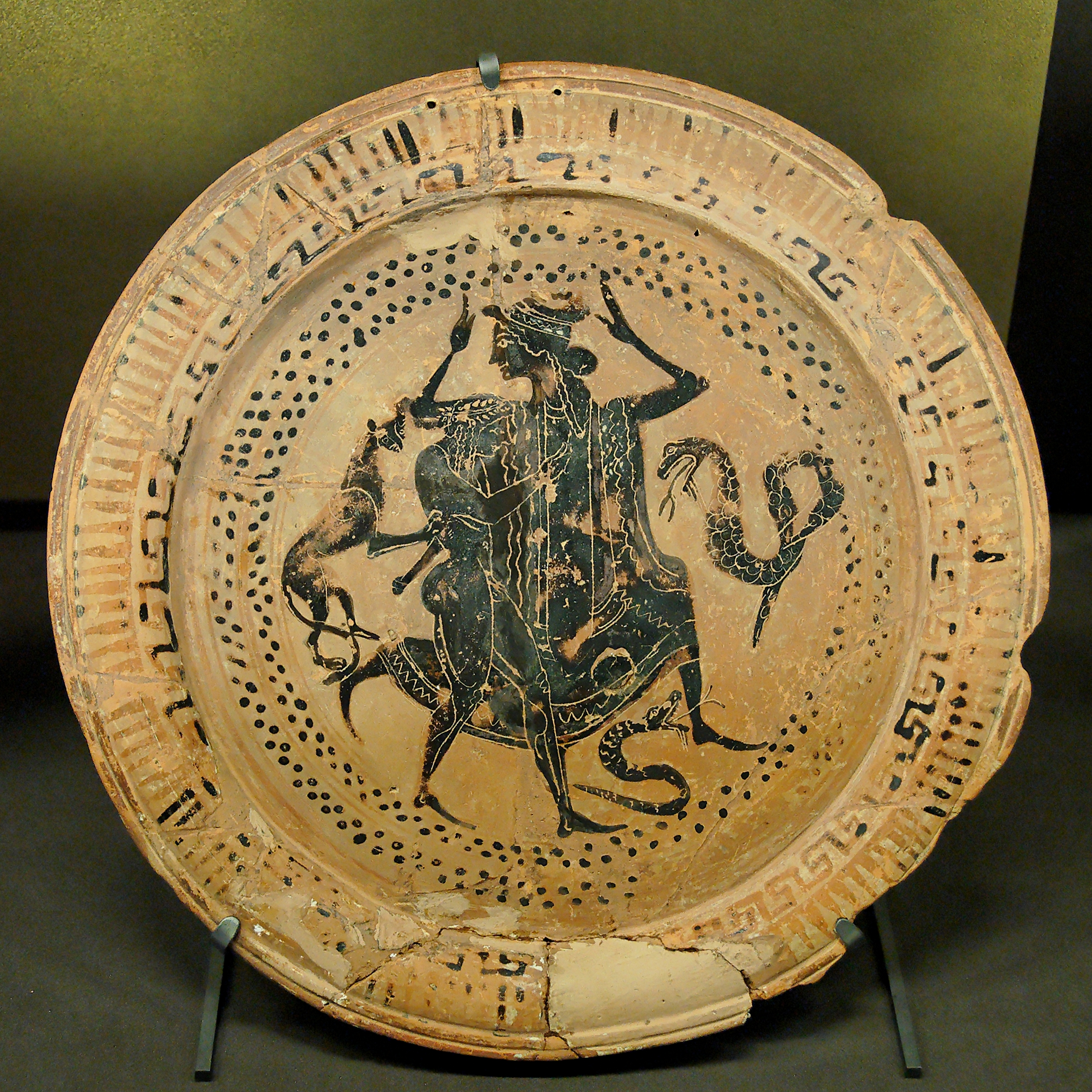
Peleus và Thetis
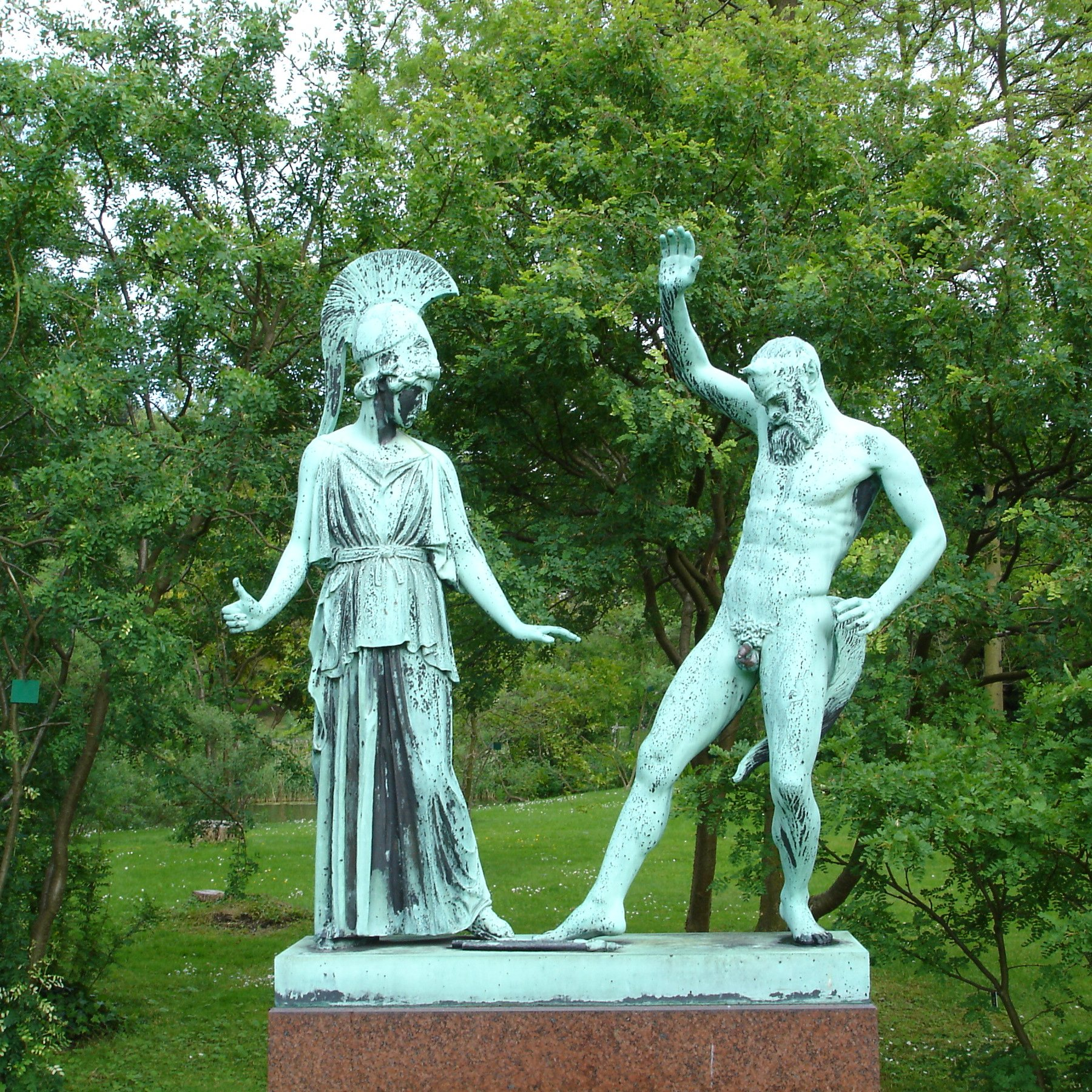
Athena và Maryas, Copenhagen
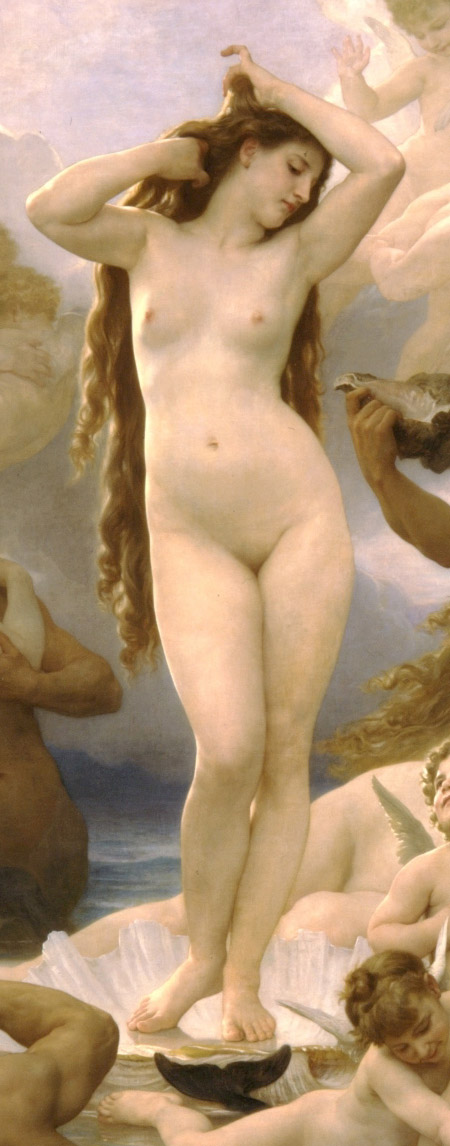
Aphrodite, tác phẩm La Naissance de Vénus, William-Adolphe Bouguereau, bảo tàng Orsay
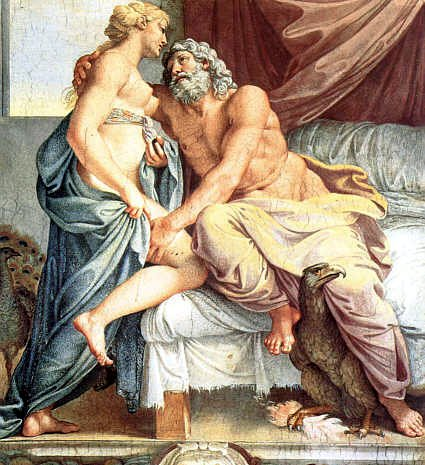
Hera
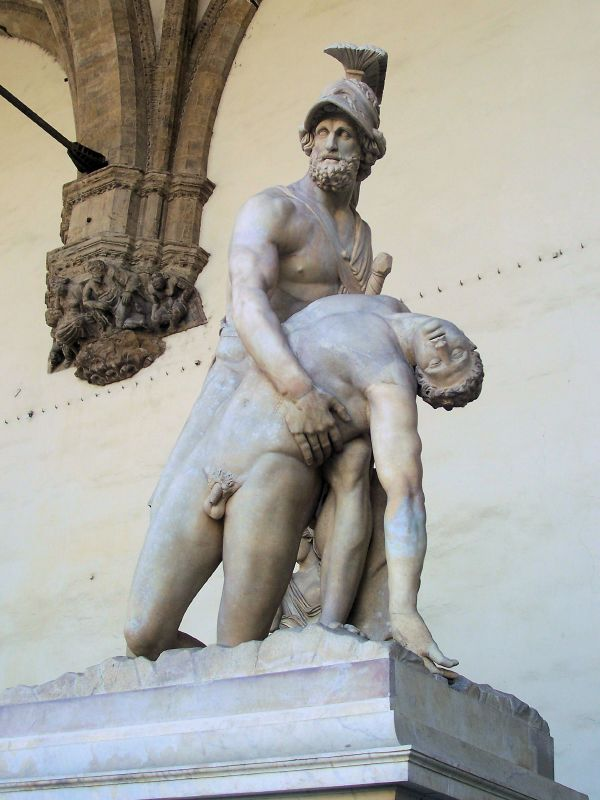
Menelaus
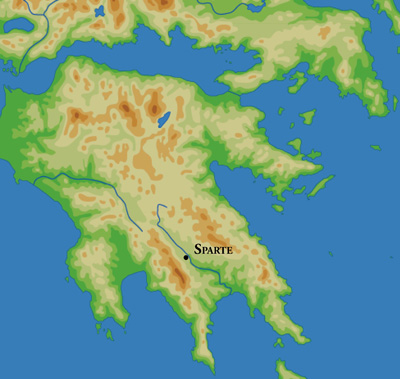
Sparte
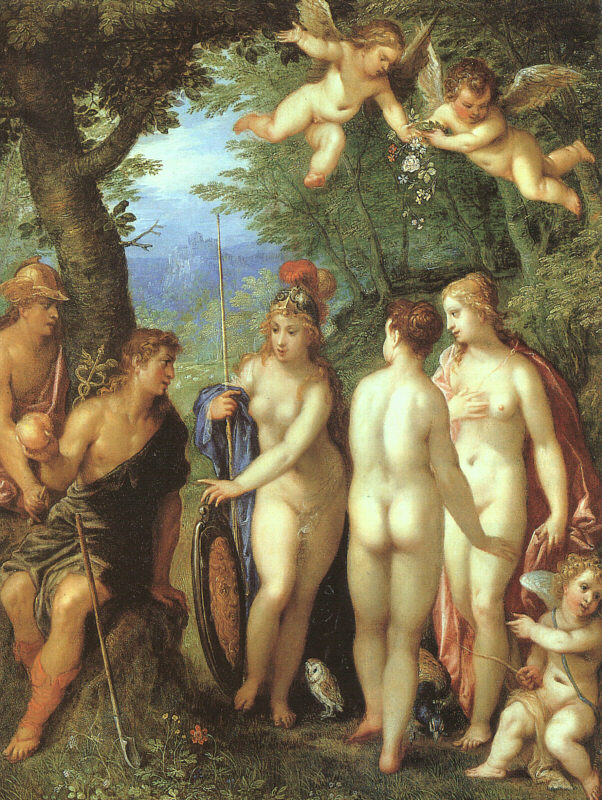
Phán quyết của Paris
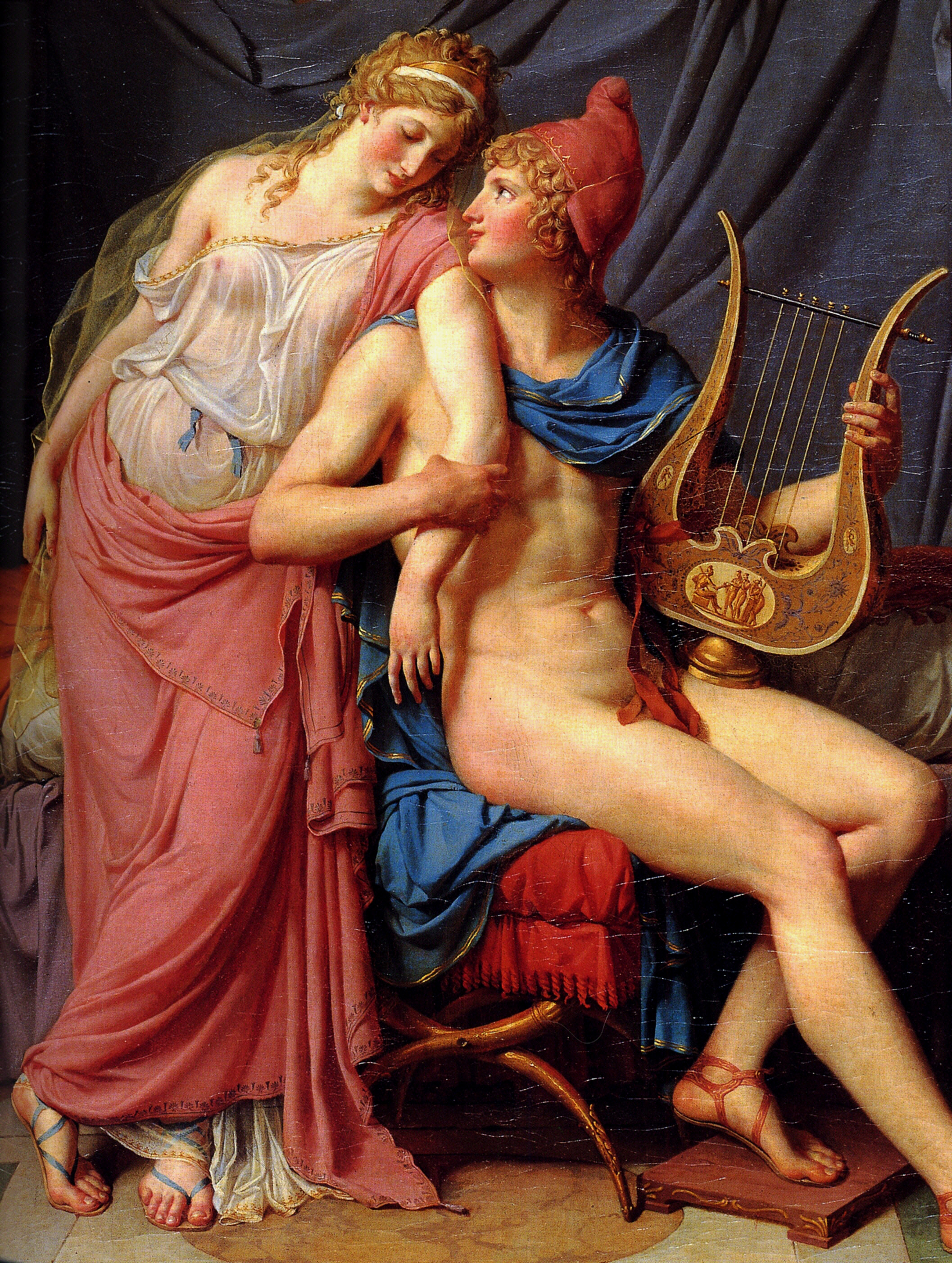
Helene và Paris

## Chuẩn bị
Để chuẩn bị cho cuộc chiến, Menelaus tới cầu cứu anh là Agamemnon, vua của Mycenae, nhờ anh giúp trong công cuộc đoạt lại vợ. Đánh chiếm thành Troia không phải dễ vì phải chuyển quân qua biển, và thành Troia nổi tiếng kiên cố được xây dựng bởi bàn tay của hai vị thần là Apollo và Poseidon, cùng với một đoàn quân thiện chiến dẫn đầu bởi vị tướng tài ba Hector, hoàng tử anh trai của Paris. Agamemnon nhờ Odysseus, vị vua tài giỏi xứ Ithaca, tới thuyết phục Achilles, một chiến sĩ nổi tiếng bách chiến bách thắng. Odysseus còn tin rằng không có Achilles thì không bao giờ có thể chiếm được thành Troia.

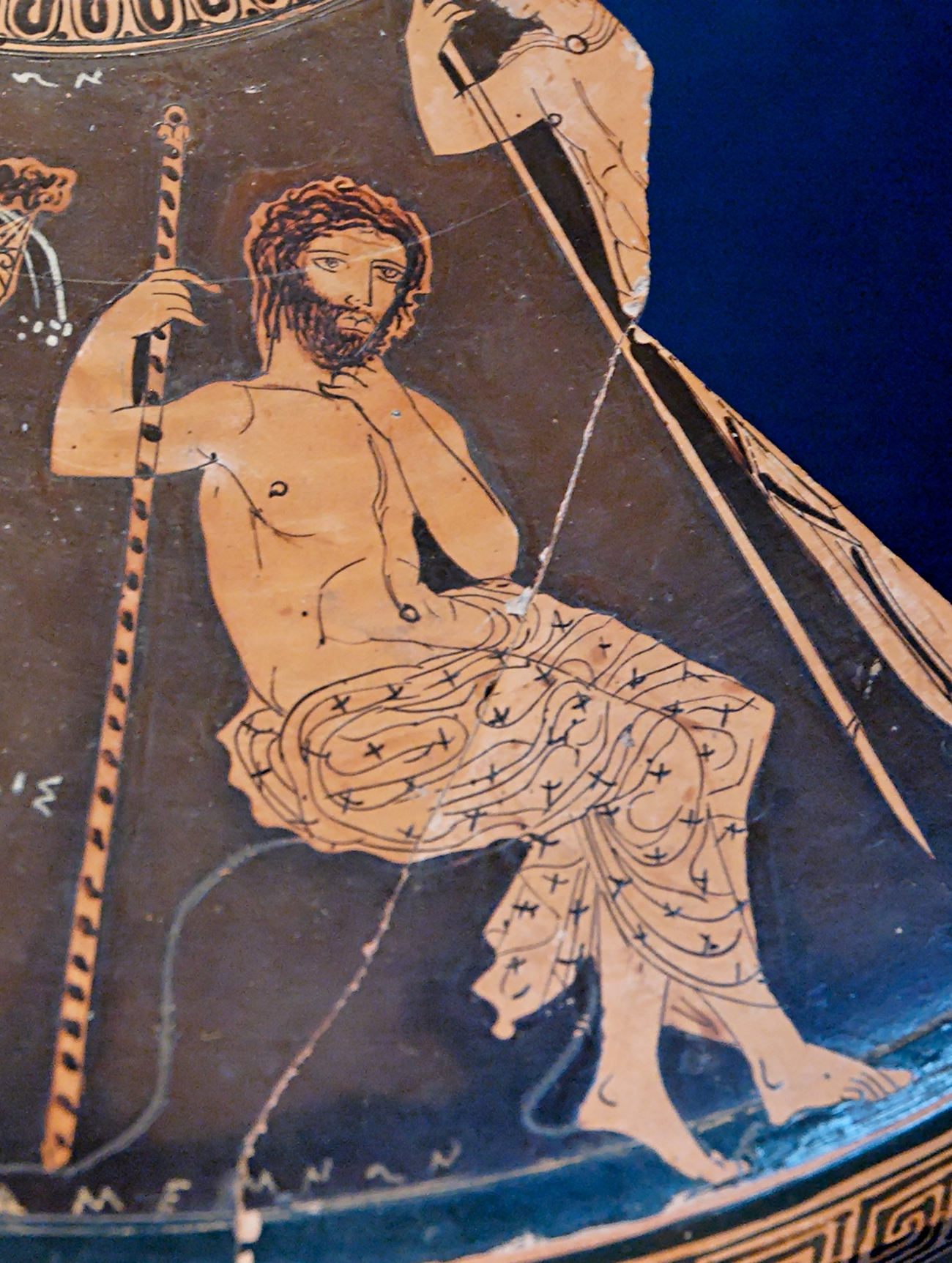
Agamemnon
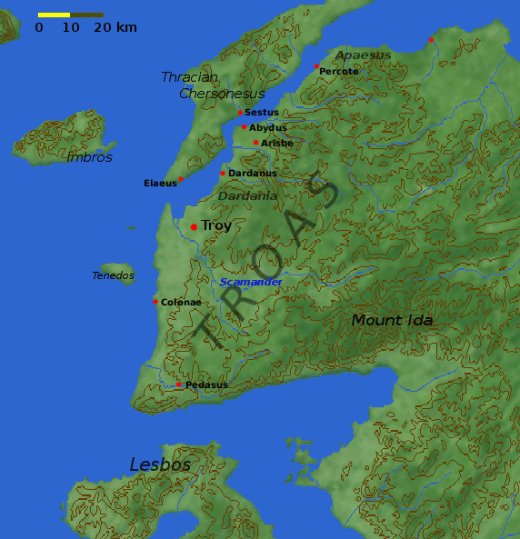
Thành Troia
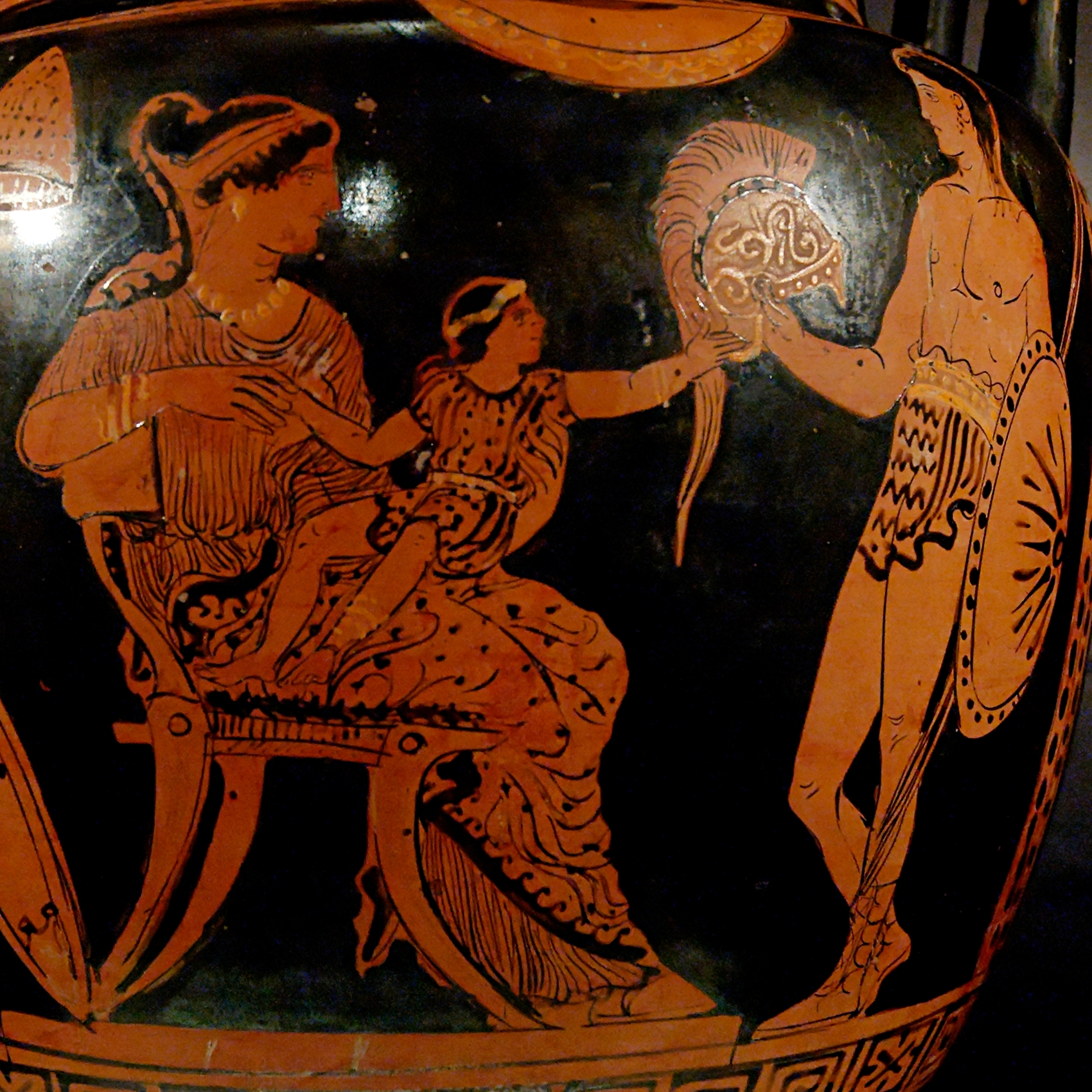
Hector
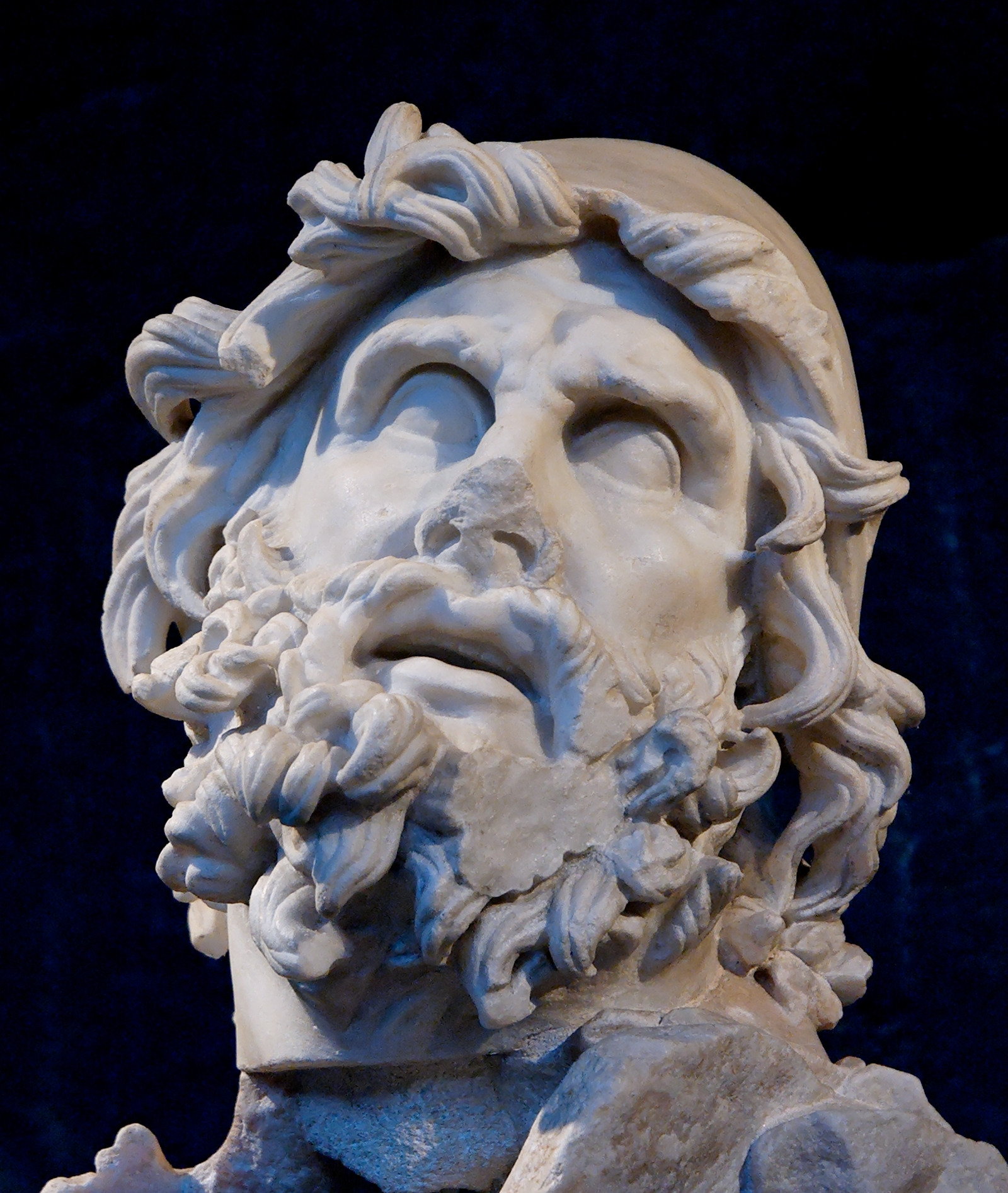
Odysseus

Achilles là con của nữ thần Thetis và Peleus, tuy mẹ thì bất tử nhưng bố là người trần, vì thế Achilles cũng sẽ như bố, không sống mãi mãi được. Để giúp sự trường tồn của con, Thetis đã dốc ngược người cậu bé, hai tay giữ bằng gót chân, rồi nhúng cả người cậu vào nước sông Styx, vậy cả người Achilles là mình đồng da sắt, chỉ có gân nơi gót chân là yếu vì khoảng đó không được nhúng nước. Tiên đoán con mình sẽ chết một ngày nào đó tại thành Troia, Thetis bèn giấu con trong cung điện của vua Lycomedes, giả làm gái. Trong công cuộc thuyết phục Achilles, Odysseus giả làm lái buôn tới bán nữ trang, và lúc trưng bày nữ trang cho các công chúa xem, đã vờ bỏ vài món vũ khí đẹp vào. Chỉ có Achilles là cầm cung tên lên ngắm nghĩa, nên đã bị lộ thân thế. Lấy danh vọng ra chiêu dụ, Odysseus đã rủ được Achilles đi theo vua Hy Lạp đánh trận, dù Achilles không phục tùng Agamemnon.

## Diễn biến
Cuộc chiến này không chỉ xuất phát từ giới thần linh mà còn lôi kéo chính thần linh can dự vào và phân hóa họ thành hai phe. Phe ủng hộ thành Troia gồm nữ thần tình yêu và sắc đẹp Aphrodite và chồng là Chiến thần Ares, cùng thần ánh sáng Apollo. Phe kia thì là hai nữ thần thua cuộc là nữ thần trí tuệ Athena, người ủng hộ nhiệt thành cho Odysseus và nữ thần Hera.

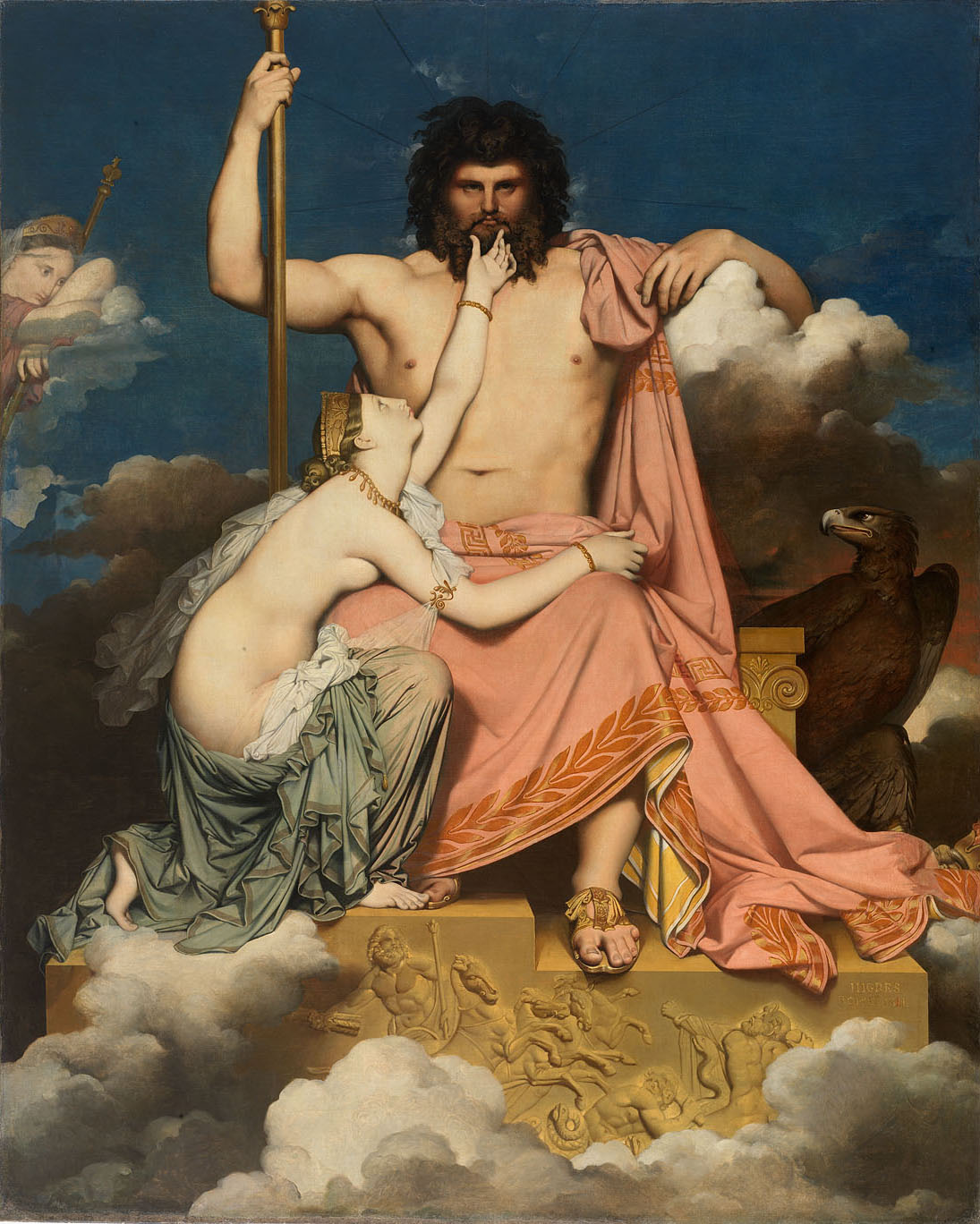
Thetis và Zeus bảo tàng Granet d'Aix-en-Provence
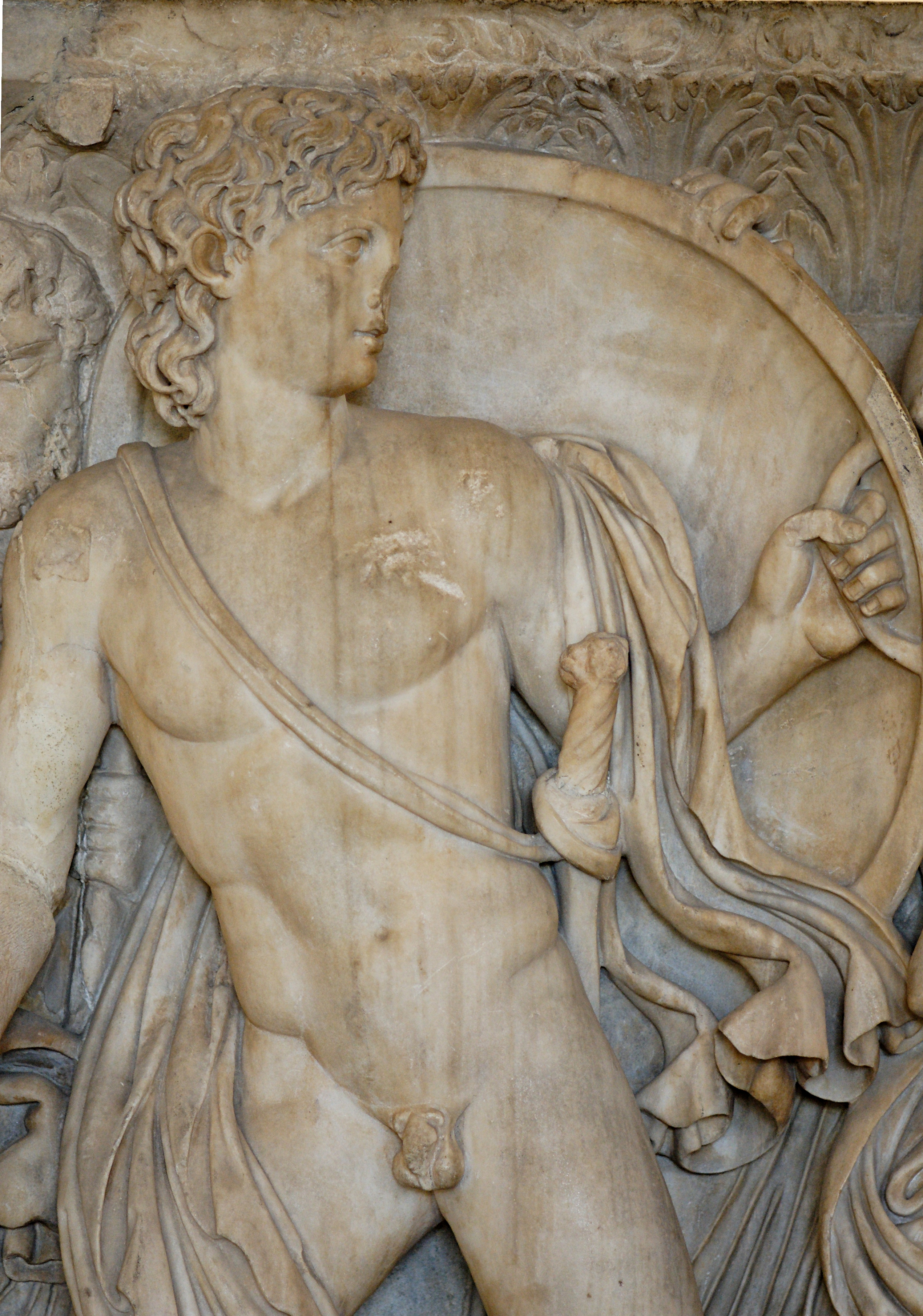
Achilles bảo tàng Louvre
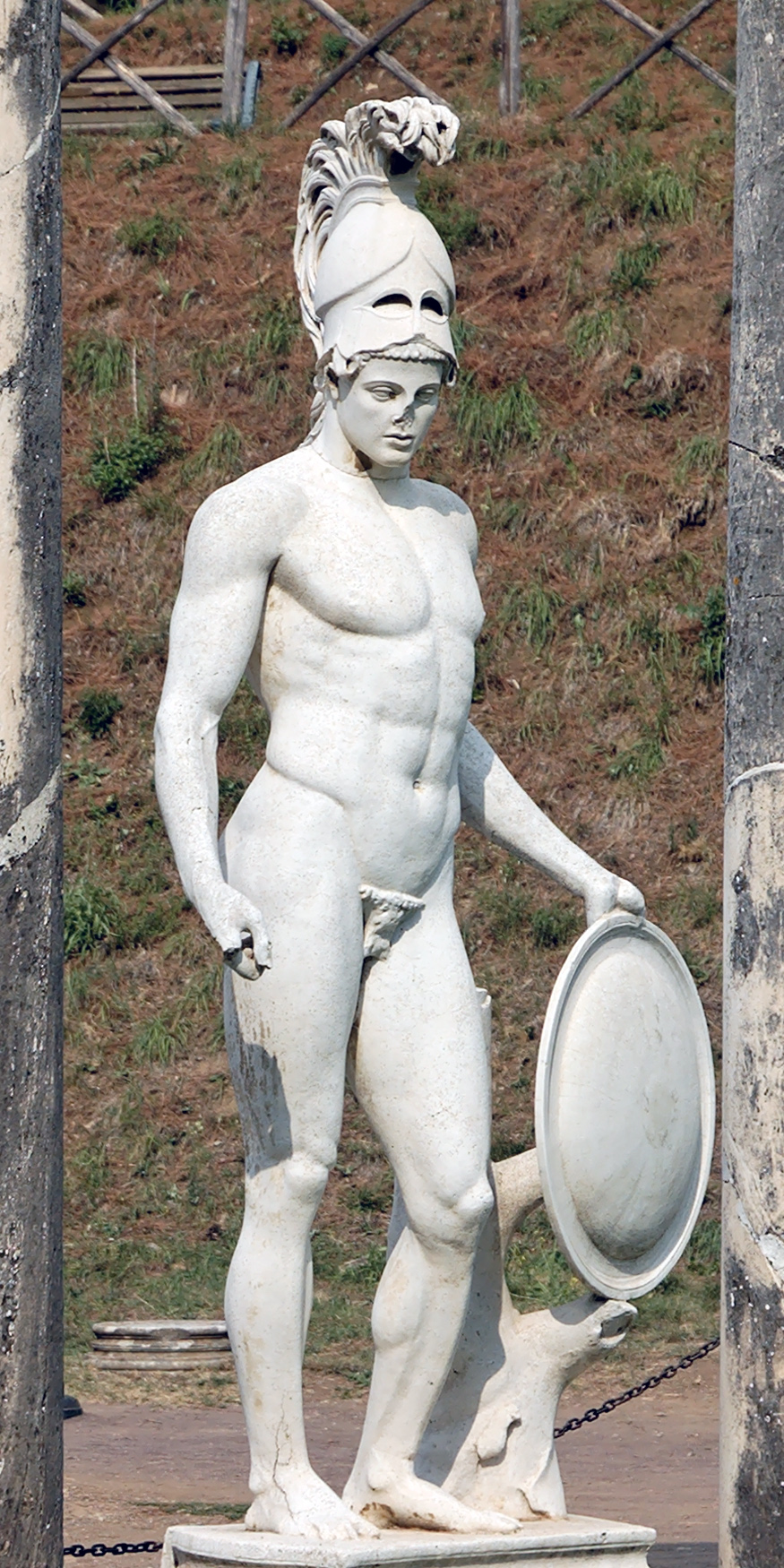
Ares
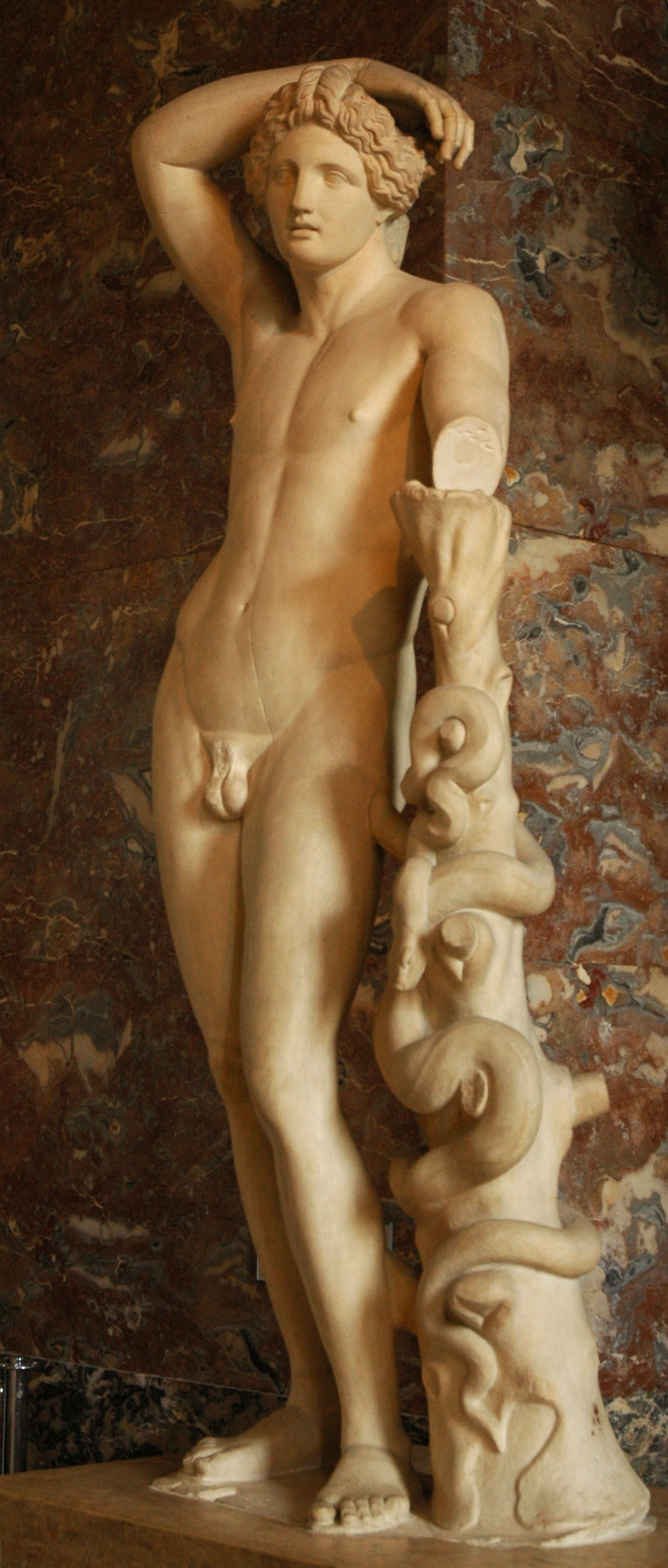
Apollo bảo tàng Louvre

Trận chiến kéo dài mười năm, không phân thắng bại, vì thành Troia được xây bằng đá kiên cố, và được các nước lân cận giúp đỡ. Có một thời gian Achilles lại không chịu ra trận vì giận Agamemmon đã chiếm Briseis, một nàng nô lệ xinh đẹp. Khi người tình, Patroclus lấy áo mão của Achilles ra trận và bị Hector giết chết, thì lúc đó Achilles mới chịu trở lại trận chiến để trả thù cho Patroclus. Achilles và Hector đã đánh với nhau một trận kịch liệt, cuối cùng Achilles đã giết được Hector, nhưng quân Hy Lạp vẫn không làm sao vào được thành Troia, vì thành được giữ rất vững vàng. 
Một ngày kia Odysseus, đã ra lệnh xây một con ngựa khổng lồ bằng gỗ, bên trong có các khoảng trống, quân Hy Lạp núp vào trong đó. Cả toán quân còn lại vờ nhổ trại, lên tàu rút lui ra khơi, để lại con ngựa khổng lồ. Người dân Troia tò mò đã lôi ngựa vào thành, dù rằng nữ tiên tri Cassandra và tu sĩ Laocoon đã có lời ngăn chặn. Cả thành liên hoan ăn mừng chiến thắng, và tối đó khi mọi người đã say ngủ vì uống rượu và nhảy nhót suốt ngày, thì các binh lính của Hy Lạp đã phá ngựa, chui ra và mở cửa thành cho quân đội Hy Lạp vào. Thế là quân Hy Lạp đã đánh giết  tan tành quân đội thành Troia và đốt cháy thành. Trong trận chiến Achilles bị Paris, do đã được thần Apollo tiết lộ điểm yếu của Achilles, bắn vào gót chân và Achilles tử trận. Từ đó thành ngữ gót chân Achilles  là để nói tới điểm yếu của một người hoặc một lực lượng.

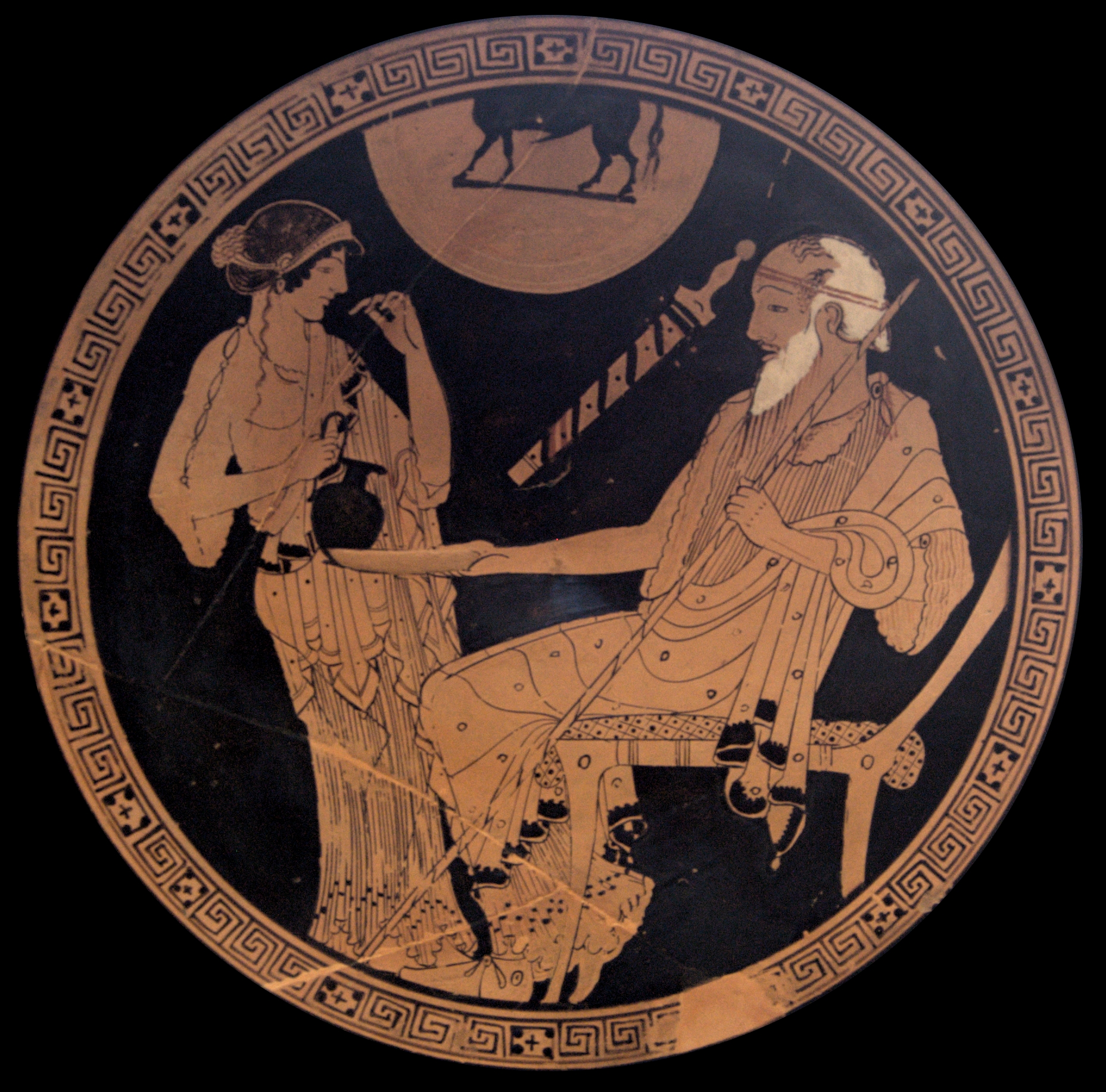
Briseis bảo tàng Louvre
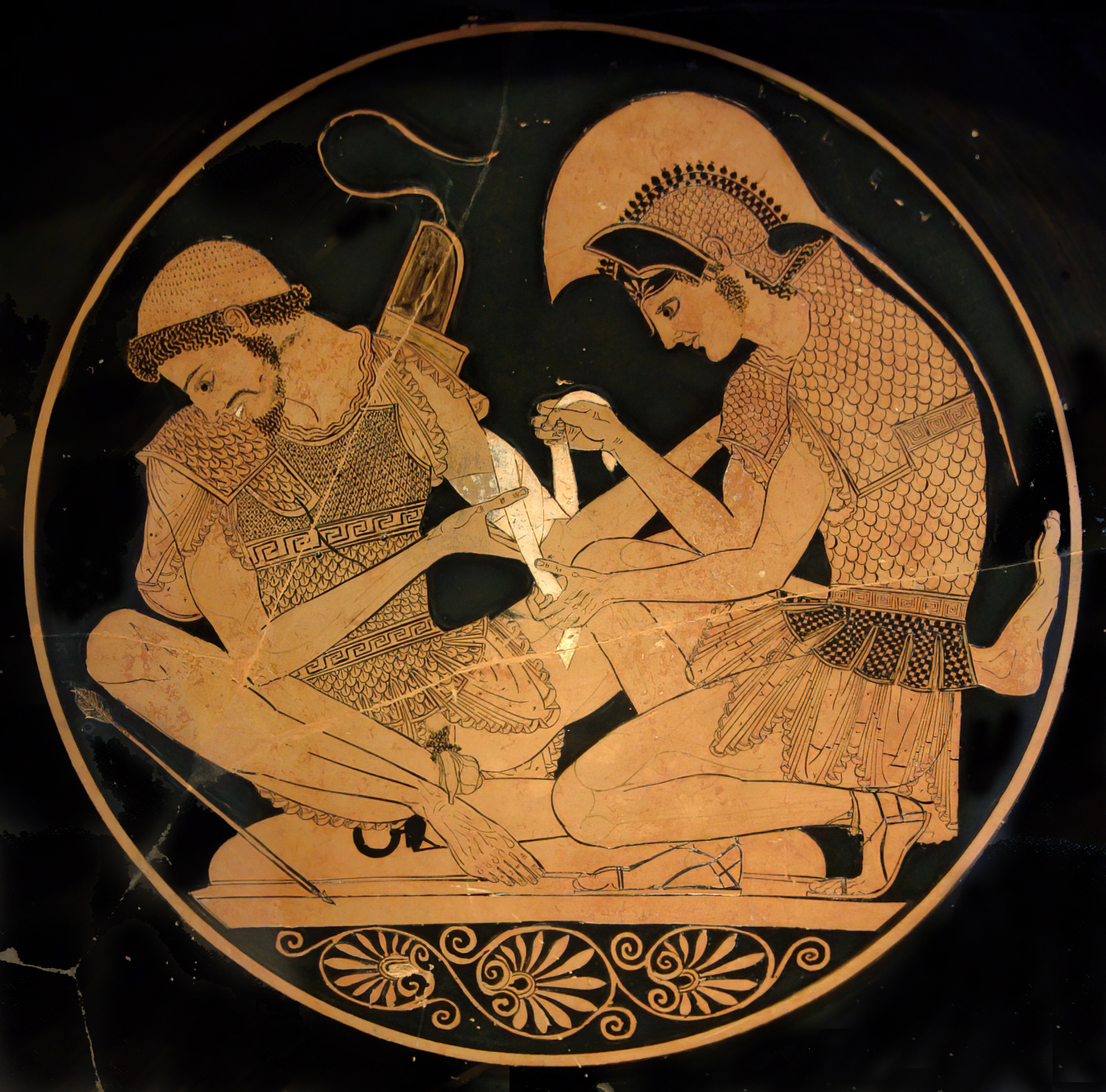
Achilles và Patroclus
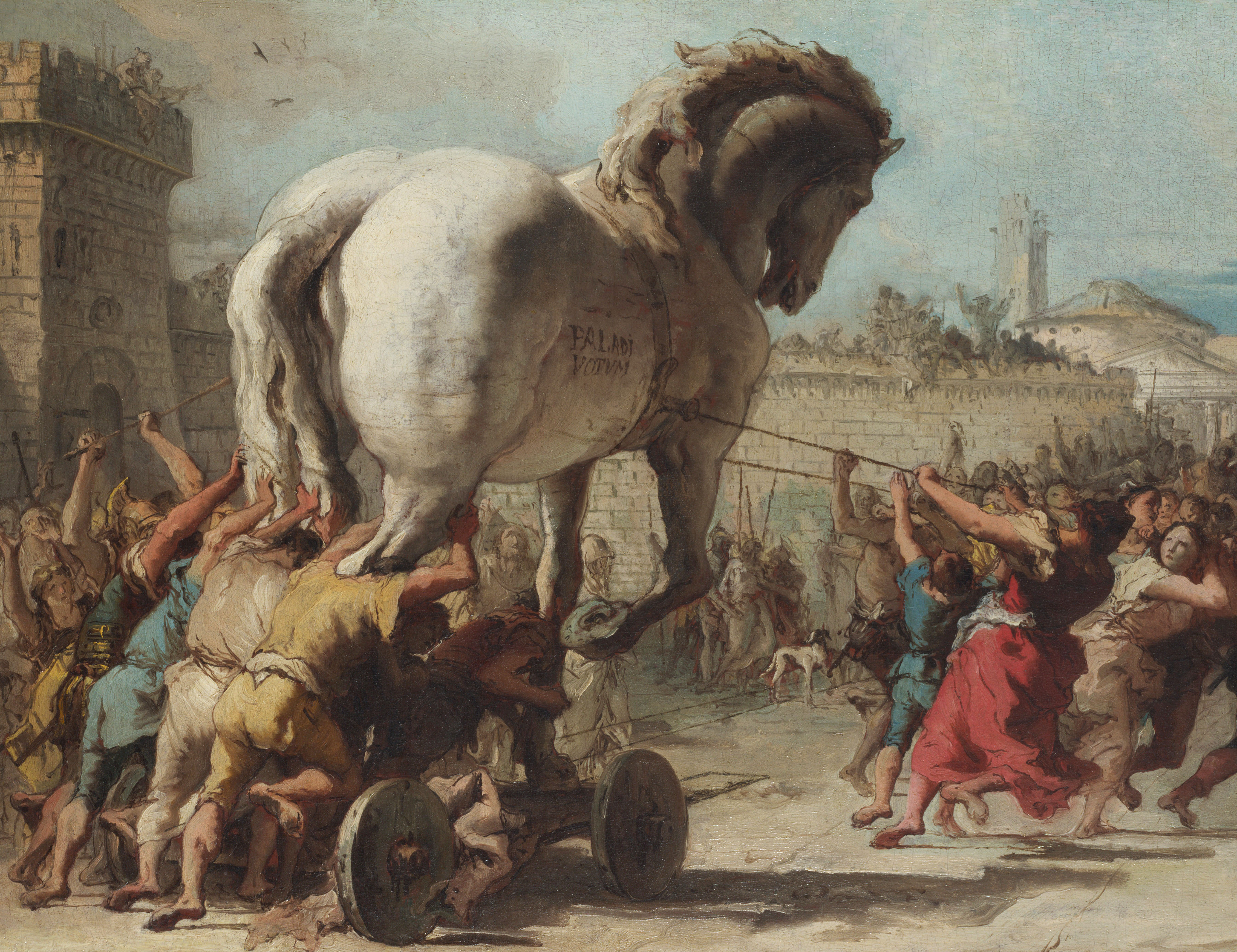
Con ngựa thành Troia
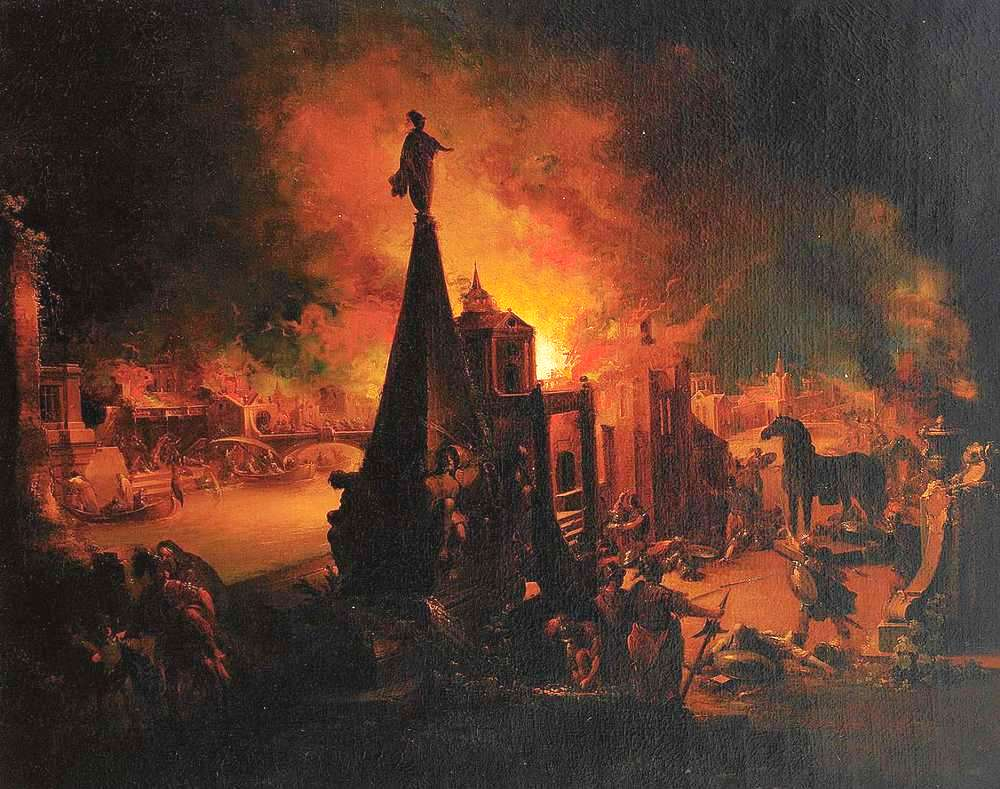
Thành Troia sụp đổ

Helen bị Melenaus bắt lại, nhưng Melenaus vẫn còn bị thu hút bởi sắc đẹp của Helen nên đã không giết nàng. Thành Troia bị đốt cháy, con của Hector bị tế thần để chấm dứt cuộc chiến 10 năm.

## Hậu chiến
Tuy nhiên dư âm cuộc chiến thì vẫn còn. Trong lúc tàn phá thành Troia, quân Hy Lạp đã giết một nữ tiên tri lúc đang cầu khẩn nữ thần Athena. Thêm vào đó thần biển Poseidon có công khi giết chết vị tu sĩ già trong khi ông ngăn người thành Troia mang con ngựa gỗ vào thành, tuy nhiên vị thần này lại chẳng được nhớ tới khi cuộc chiến kết thúc. Việc làm này khiến cho gần như toàn bộ quân Hy Lạp bị chết trên biển khi trở về quê hương. Odysseus có lẽ là vị tướng may mắn nhất khi thoát được về Ithaca sau nhiều năm lênh đênh trên đại dương nhờ sự giúp đỡ từ Athena. Agamemnon thì bị giết khi trở về nhà bởi chính người vợ của mình, tương truyền là do bà đã ngoại tình với Aegisthus khi vị vua này ra trận, nên mới ra tay giết chồng.
Aeneas (con trai của Anchises và nữ thần tình yêu Aphrodite) bỏ chạy khỏi thành Troia và mang theo một nhóm người đến Ý. Theo thần thoại La Mã, Aeneas và nhóm người đó chính là thủy tổ của người La Mã. Những hậu duệ La Mã của họ sau này đã dần xây dựng thành Rome, sau đó chinh phục toàn bộ Ý, rồi tiếp đó chinh phục toàn bộ vùng quanh Địa Trung Hải, bao gồm cả Hy Lạp, kiến lập nên Đế quốc La Mã thống trị châu Âu suốt 500 năm.

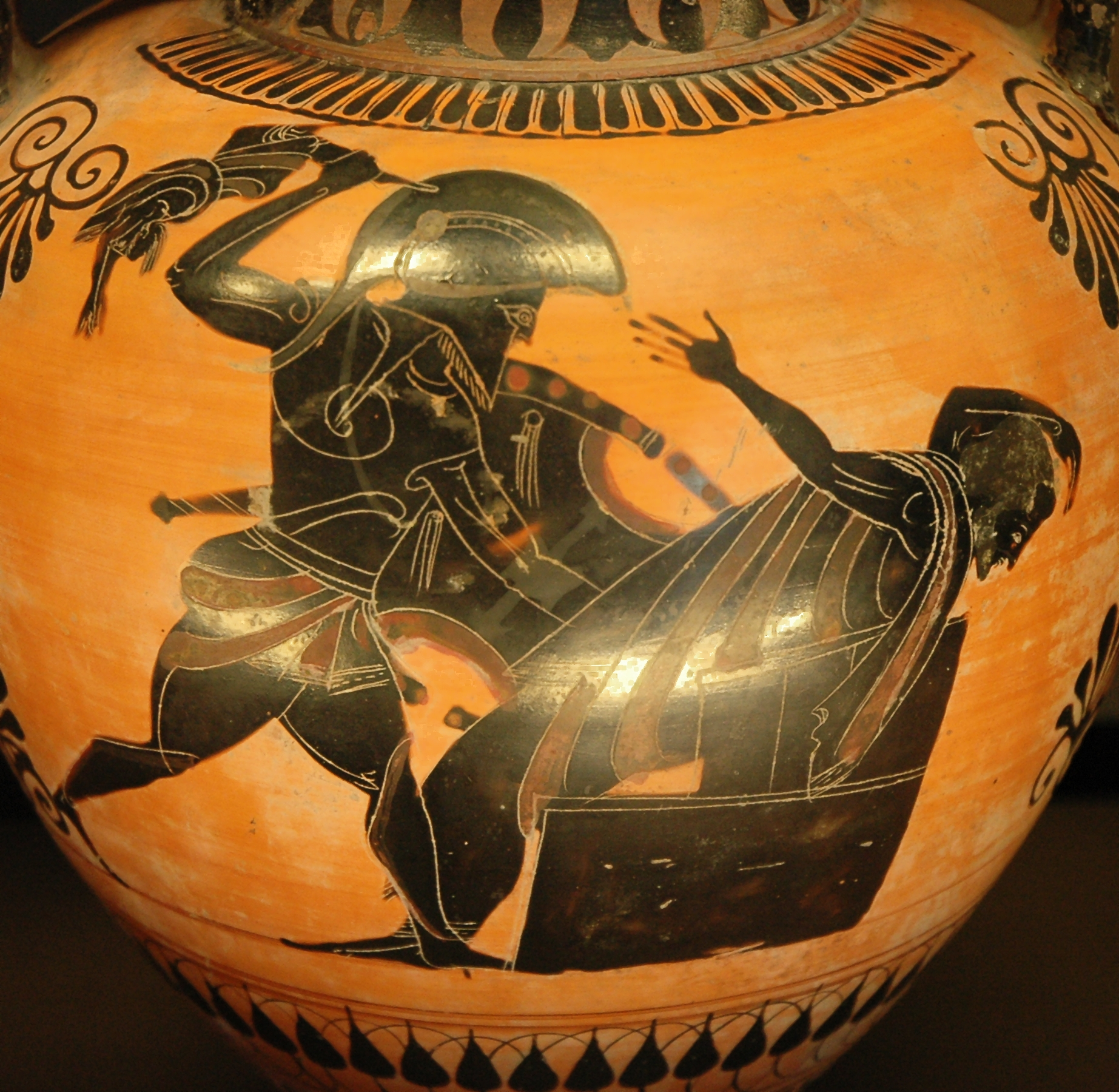
Priam, vua của thành Troia, cha của Paris bị Neoptolemus, con của Achilles giết
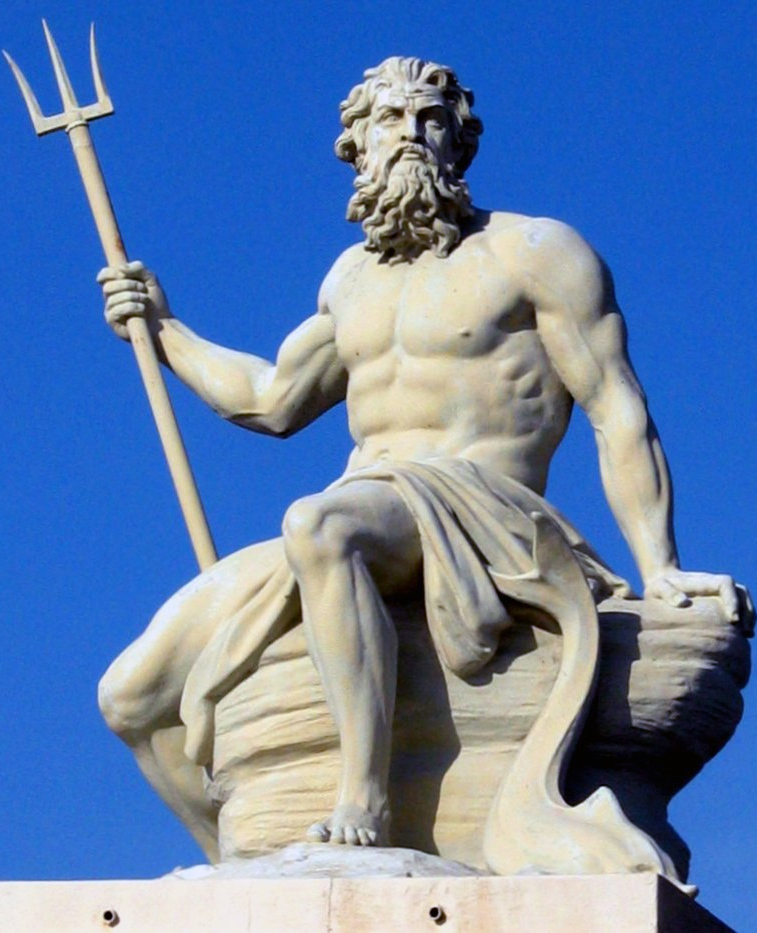
Thần Biển Poseidon
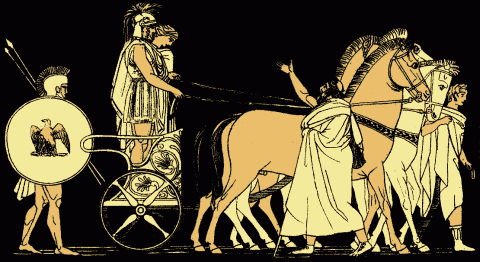
Agamemnon trở về
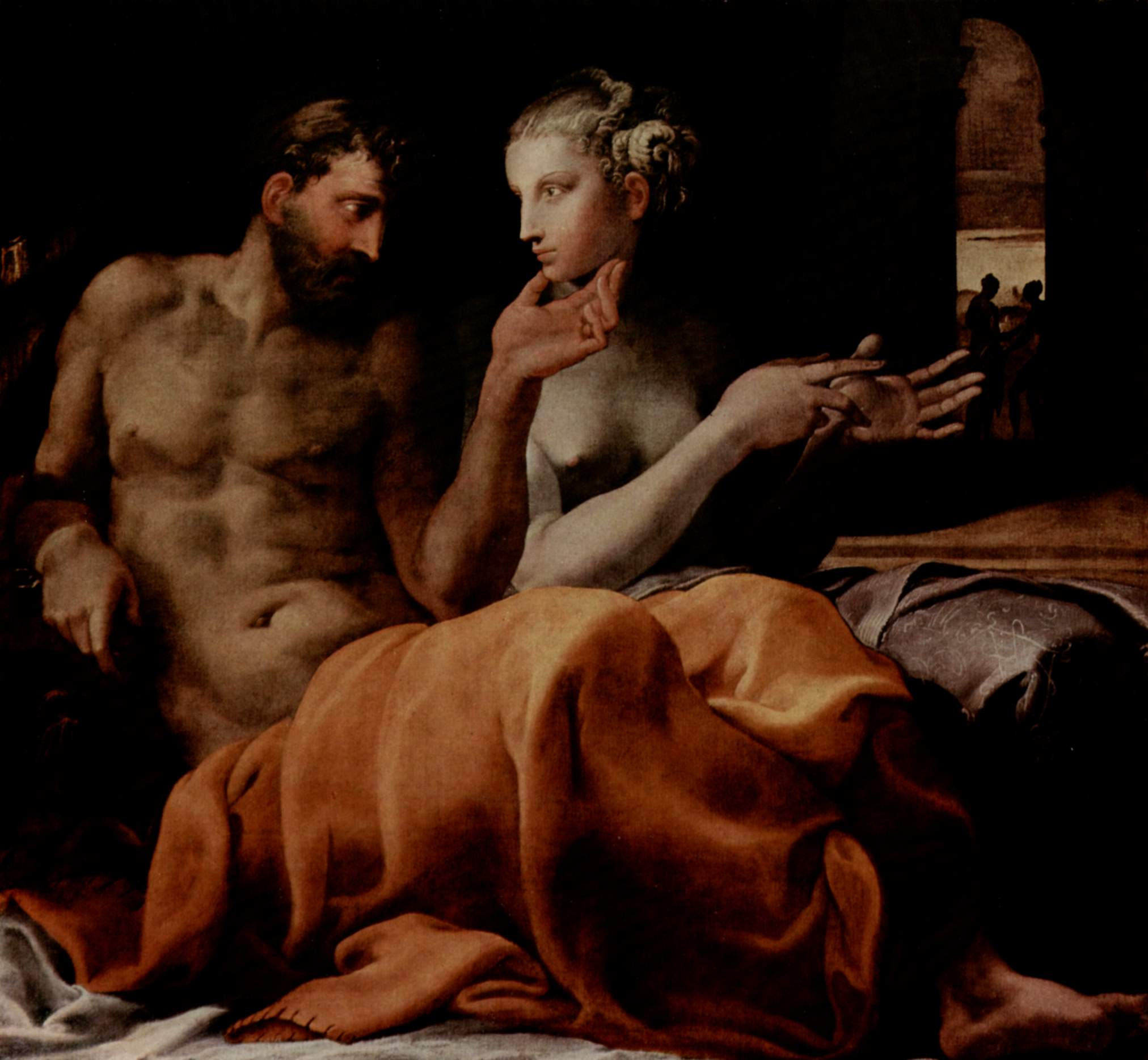
Odysseus trong phòng Penelope
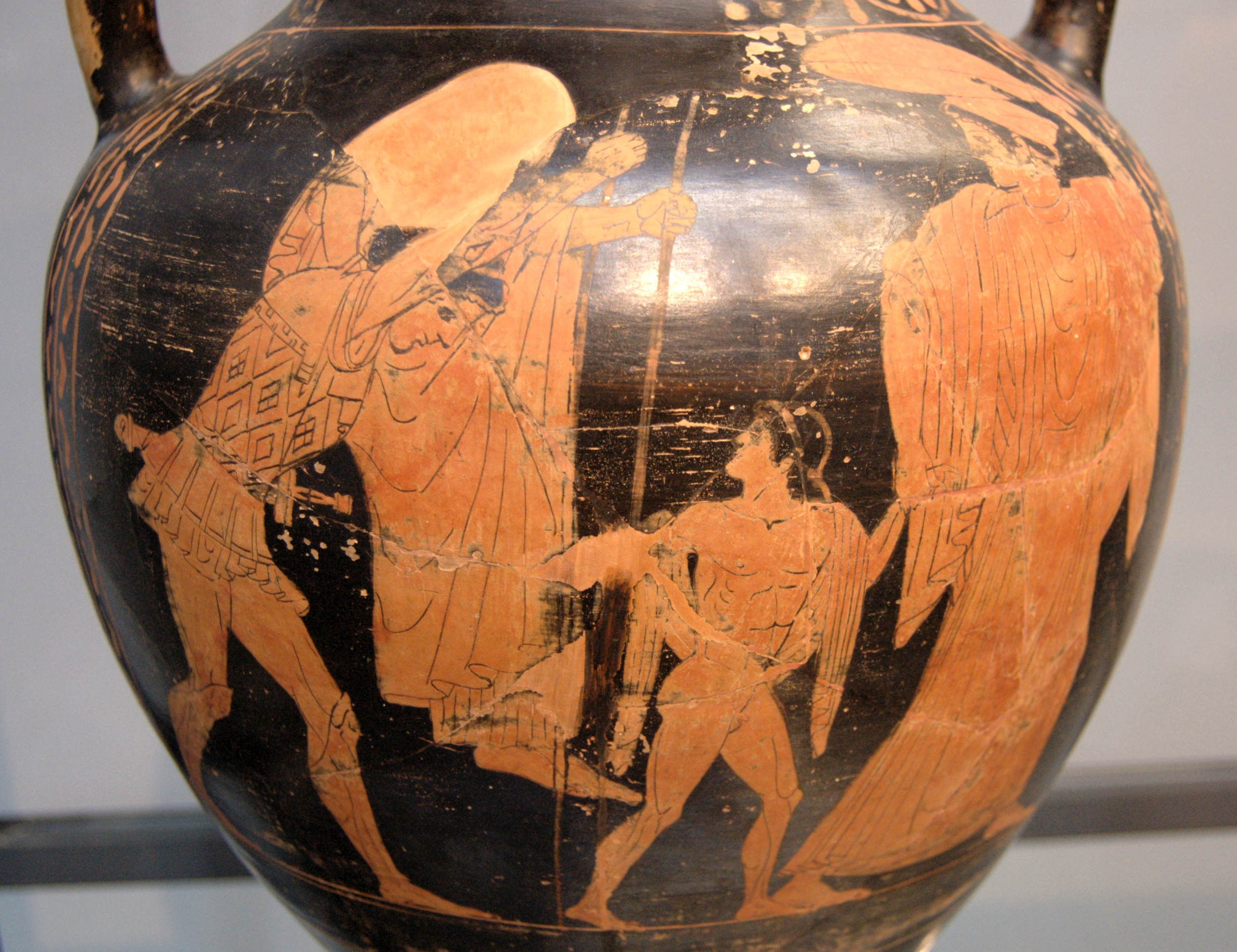
Aeneas chạy khỏi thành Troia, bình gốm khoảng năm  470 TCN

## Văn học

### Thành ngữ
- Quả táo vàng
- Gót chân Achilles
- Con ngựa thành Troia